# 富山県弁護士会
富山県弁護士会（とやまけんべんごしかい）は、富山県にある弁護士会。略称は「富弁」（とみべん）。

## 業務内容
- 富山県庁・県下各市町村で行なわれる法律相談の運営
- 裁判員制度の普及活動
- 日本弁護士連合会との連携事業

## 歴代会長
- 武部其文（初代会長）
- 水内喜作[3]
- 野村嘉六[4]
- 森田幸太郎 1936年度[2]
- 竹島慶 1937年度[2]
- 星台三 1938年、1939年度[2]
- 沼田勇三郎 1940年度[2]
- 深井龍太郎 1941年、1942年度[2]
- 山本三次 1943年度[2]
- 谷口成高 1944年度[2]
- 森田幸太郎 1945年度[2]
- 小林宗信 1946年度[2]
- 河村光男 1947年、1948年度[2]
- 高井千尋 1949年度[2]
- 竹島慶 1950年、1951年度[2]
- 深井龍太郎 1952年度[2]
- 中田忠雄 1953年4月より6月まで[2]
- 深井龍太郎 1953年度[2]
- 高井千尋 1954年度[2]
- 古屋東 1955年度[2]
- 中野清重 1956年度[2]
- 高見之忠 1957年度[2]
- 河村光男 1958年度[2]
- 青島明生